# 蒲池山ため池
蒲池山ため池（かまちやまためいけ）は、福岡県みやま市山川町河原内にあるため池である。2010年（平成22年）3月25日に農林水産省のため池百選に選定された。

## 概要
1717年（享保2年）柳河藩の田尻惟信が一級水系矢部川水系大根川に堰堤を築き現在も147haの水田や「山川みかん」
などの付加価値の高い果実の灌漑として使用されている。
周辺を山々に囲まれた池は、自然豊かで季節にはホタルも乱舞していて、住民の納涼の地でもある。

## 伝説
参考（ため池百選記事）。
「蒲池山の大蛇伝説」その２

## 交通
- JR九州鹿児島本線瀬高駅よりみやま市コミュニティバス山川・瀬高線に乗車し「野町宮前」下車、徒歩30分（2.4㎞）
- マイカーの場合、九州自動車道みやま柳川インターチェンジから4.3km